# U-Bahnhof Centrale FS
Der U-Bahnhof Centrale FS (Verkürzung von „Centrale Ferrovie dello Stato“) ist ein unterirdischer Bahnhof der U-Bahn Mailand. Er befindet sich unter dem Hauptbahnhof („Milano Centrale“).

## Geschichte
Der Bahnhof der Linie M2 wurde am 27. April 1970 als provisorische Endstation in Betrieb genommen.
Ein Jahr später, am 12. Juli 1971, wurde die Linie bis zum U-Bahnhof Garibaldi FS verlängert.

## Anbindung
| Linie | Verlauf |
| ----- | --- |
|       | Cologno Nord – Cologno Centro – Cologno Sud – Gessate – Cascina Antonietta – Gorgonzola – Villa Pompea – Bussero – Cassina de’ Pecchi – Villa Fiorita – Cernusco sul Naviglio – Cascina Burrona – Vimodrone – Cascina Gobba – Crescenzago – Cimiano – Udine – Lambrate FS – Piola – Loreto – Caiazzo – Centrale FS – Gioia – Garibaldi FS – Moscova – Lanza – Cadorna FN – Sant’Ambrogio – Sant’Agostino – Porta Genova FS – Romolo – Famagosta – Abbiategrasso – Assago Milanofiori Nord – Assago Milanofiori Forum |
|       | Comasina – Affori FN – Affori Centro – Dergano – Maciachini – Zara – Sondrio – Centrale FS – Repubblica – Turati – Montenapoleone – Duomo – Missori – Crocetta – Porta Romana – Lodi TIBB – Brenta – Corvetto – Porto di Mare – Rogoredo FS – San Donato |